# Macaduma subfoliacea
Macaduma subfoliacea là một loài bướm đêm thuộc phân họ Arctiinae, họ Erebidae.